# Rzuchów
Rzuchów (deutsch Schönburg, bis 1908 Rzuchow, älter auch Rzuchau) ist ein Dorf in der Landgemeinde Kornowac im Powiat Raciborski der polnischen Woiwodschaft Schlesien.

## Geografische Lage
Rzuchów liegt hoch über dem Odertal, deswegen wird das Dorf gerne als Aussichtspunkt genutzt, von welchem sich prachtvolle Aussichten auf die ganze Gegend vorzeigen.

## Geschichte
Das Dorf ist erstmals 1415 in einem Dokument über Jeschko Scheliha erwähnt. 1479 war es Eigentum der Familie Rzuchowski und 1603 des Johannes Scheliha. Einer seiner Verwandten, Wenzel Scheliha von Rzuchau, war 1593 kaiserlicher Rat und Oberstkanzler von Oppeln. Ab dem Ende des 17. Jahrhunderts wechselte das Dorf mehrfach den Besitzer, darunter Albert von Troppau, Gustav Schön und Heinrich Himmel.

## Sehenswertes
1. Schloss Rzuchów wurde im 19. Jahrhundert von Heinrich Himmel erbaut und wurde später Eigentum des Joachim von Klützow. Nach dem Zweiten Weltkrieg wurde das Schloss durch die Polen zerstört. Es wurde renoviert durch das polnische Gesundheitsministerium, weil sich hier für kurze Zeit ein Kinderheim befunden hat. Zurzeit wird das Schloss von einem Privateigentümer renoviert. Das Schloss ist mit einer Parkanlage mit vielen exotischen Pflanzen umgeben. Im Park wächst auch eine Stieleiche, die über 250 Jahre alt ist.[3]
2. Kirche Sankt Christophorus, geweiht 1998 von Damian Zimoń, erbaut dank der Spenden der Gläubigen und der Bemühungen vom Pfarrer Krzysztof Spyra aus der Pfarrei in Pstrzonsna.[4]